# Тимчук, Иван Матвеевич

Могила Ивана Тимчука на Восточном кладбище Минска.

Ива́н Матве́евич Тимчу́к (14 февраля 1901, Грушка, Цислейтания — 17 октября 1982, Минск) — участник Великой Отечественной войны, один из руководителей коммунистического подполья и партизанского движения на временно оккупированной территории Белоруссии, командир партизанской бригады. Герой Советского Союза (1.01.1944).

## Биография
Родился 14 февраля 1901 года в селе Грушка (ныне — в Ивано-Франковской области Украины) в семье рабочего. Учился в сельской школе, окончил её в 1914 году. Вначале устроился наёмным рабочим в имение Тудоривка, затем стал электромонтёром на винокуренном заводе. Перед поступлением в армию некоторое время работал в 1919 году в продотряде.
В 1919—1926 годах проходил службу в Рабоче-крестьянской Красной Армии, участвовал в боях Гражданской войны.
В 1924 году окончил Смоленское военно-политическое училище. После окончания в 1929 году Харьковского комвуза работал сначала экономистом совхоза, затем директором зверосовхоза в Белорусской ССР.
С самого начала Великой Отечественной войны активно участвовал в партизанском движении в Белорусской ССР. С февраля 1942 года он занимал должность комиссара партизанского отряда «Мститель» и секретаря подпольного Логойского райкома КП(б)Б, с сентября 1943 года — сначала комиссара, а затем командира 1-й антифашистской партизанской бригады.
Указом Президиума Верховного Совета СССР «О присвоении звания Героя Советского Союза белорусским партизанам» от 1 января 1944 года за «образцовое выполнение правительственных заданий в борьбе против немецко-фашистских захватчиков в тылу противника и проявленные при этом отвагу и геройство и за особые заслуги в развитии партизанского движения в Белоруссии» удостоен высокого звания Героя Советского Союза с вручением ордена Ленина и медали «Золотая Звезда» за номером 4354.
После освобождения Белоруссии вернулся к мирной работе, был заместителем председателя Госплана БССР, председателем Государственного комитета Совета Министров БССР по охране природы. В 1956 году он окончил Высшую партийную школу при ЦК КПСС.
Проживал в Минске. Скончался 17 октября 1982 года, похоронен на Восточном кладбище Минска.
Был награждён двумя орденами Ленина, орденами Трудового Красного Знамени, Красной Звезды и «Знак Почёта», рядом медалей.